# Brunnensäule Fröbelstraße

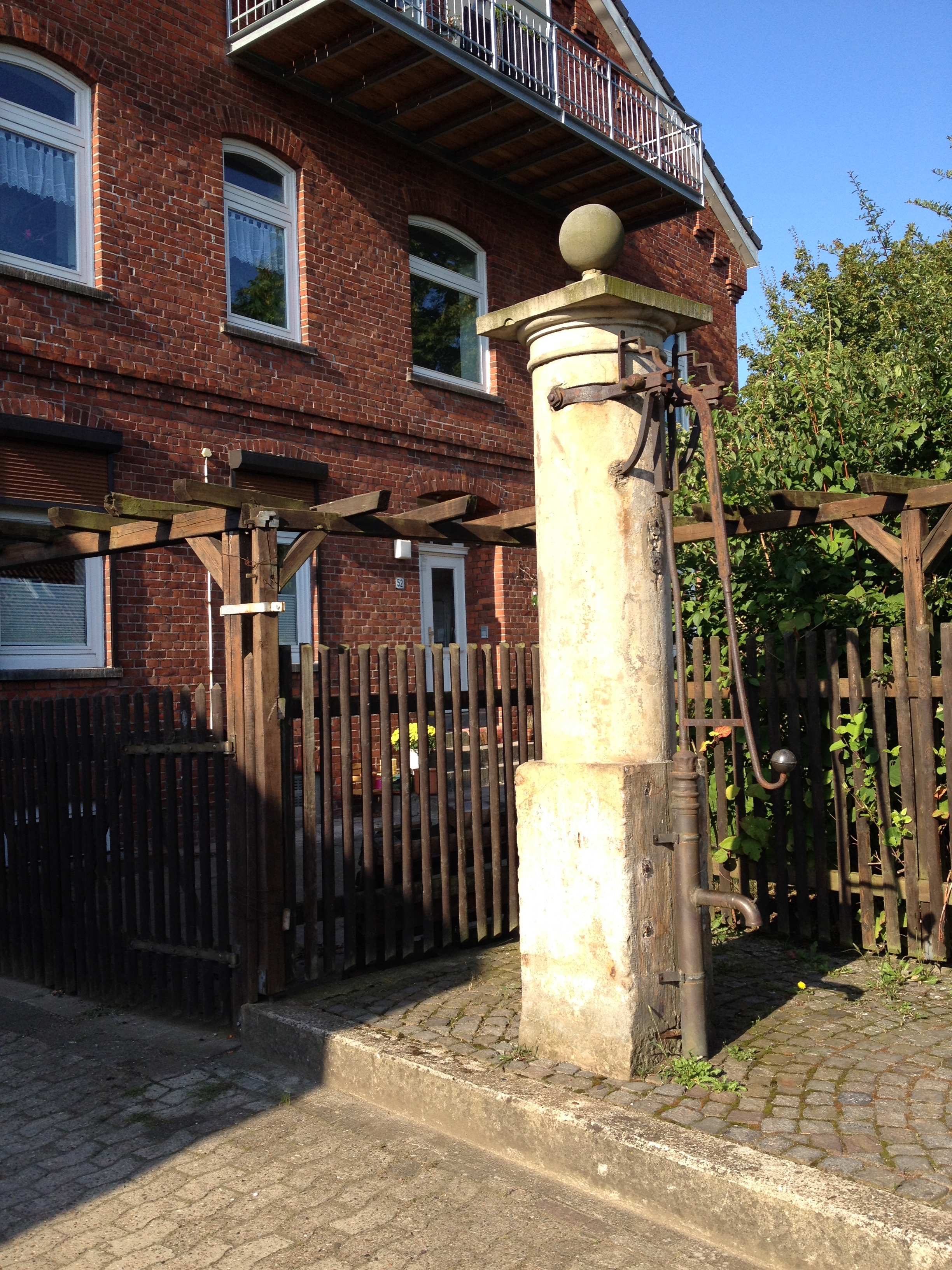
Brunnensäule Fröbelstraße

Die Brunnensäule Fröbelstraße befindet sich in Bremen, Stadtteil Vegesack, Ortsteil Fähr-Lobbendorf, Fröbelstraße 52. Die Brunnensäule entstand um 1790, der Brunnen 1892. Sie steht seit 2013 unter Bremer Denkmalschutz.

## Geschichte
Die Brunnensäule von um 1790 steht heute vor der ehemaligen Schule Fähr, später Werkstatt Bremen, an der Fröbelstraße. Ein weiterer, erhaltener Gemeinschaftsbrunnen von 1755 befindet sich heute am Kito-Haus, Alte Hafenstraße 30. 1817 gab es in Vegesack vier Gemeinschaftsbrunnen, um 1860 fünf; später kamen in den verschiedenen Stadtteilen weitere Brunnen hinzu, um 1891 waren es noch 17.
Diese Brunnensäule befindet sich nicht mehr an ihrem alten Standort (wahrscheinlich Vegesack). Der Bereich Fröbelstraße war im 18. Jahrhundert noch weitgehend unbesiedelt. Als 1892 die Fährer Schule entstand, wurde auch ein Brunnen gegraben, der 1906 vertieft wurde. Die versetzte Brunnensäule erhielt dabei eine kupferne Pumpe.
Das Landesamt für Denkmalpflege Bremen befand: „Die übermannshohe Brunnensäule ... ist ein wichtiges und seltenes Dokument der Wasserversorgung im Raum Vegesack in der zweiten Hälfte des 18. Jahrhunderts....“